# High Society (1955)
High Society ist eine Filmkomödie des Regisseurs William Beaudine aus dem Jahr 1955.

## Handlung
„Sach“ Jones ist Angestellter in der Bowery Garage in New York City und beschädigt aus Tollpatschigkeit das teuere Auto eines Kunden.  Zur Überraschung seines Chefs „Slip“ Mahoney ist der Kunde nur kurz aufgebracht. Der Kunde, H. Stuyvesant Jones, sieht die Möglichkeit Sach mit Hilfe einer gefälschten Geburtsurkunde und des Anwalts Sam Cosgrove als den vermissten Sohn und Erben des verstorbenen Kupfer-Industriellen Terwilliger Pierpont Jones auszugeben und damit H. Stuyvesants jungen Neffen Terwilliger „Twig“ Jones III um seinen Erbteil zu betrügen. Der Onkel und dessen Nichte Clarissa haben nämlich ihren Erbteil bereits aufgebracht und leben nun als mit Twig auf Larchmont Estate. Eingeladen nach Larchmont Estate decken Sach und Slip mit Hilfe des Butlers die Verschwörung mit etlichen Komplikationen auf. Der Film endet in der Garage in der Bowery damit, dass ein weiteres Auto gegen eine Wand gefahren wird.

## Hintergrund
Der Film war ein von der Slapstick-Komikergruppe The Bowery Boys produzierter Film.
Edward Bernds und Elwood Ullman wurden irrtümlich für das Drehbuch bei der Oscarverleihung 1957 für den Oscar für die Beste Originalgeschichte nominiert. Die Academy hatte es mit dem Drehbuch für den 1956 erschienenen Film Die oberen Zehntausend (Originaltitel: High Society) verwechselt.